# Liriomyza dracunculi
Liriomyza dracunculi este o specie de muște din genul Liriomyza, familia Agromyzidae, descrisă de Erich Martin Hering în anul 1932.
Este endemică în Polonia. Conform Catalogue of Life specia Liriomyza dracunculi nu are subspecii cunoscute.